# 臼井隆一郎
臼井 隆一郎（うすい りゅういちろう、1946年2月9日 - ）は、日本のドイツ文学者。東京大学名誉教授、元帝京大学外国語学部長・教授。

## 経歴
1946年、福島県生まれ。1958年に熱海市立桃山小学校を卒業し、熱海市立熱海中学校へ入学。1961年に卒業し、神奈川県立小田原高等学校へ進学した。1964年に同校を卒業し、東京教育大学文学部文学科ドイツ語ドイツ文学専攻へ入学。卒業後は東京教育大学大学院に進み、1974年5月に博士課程を単位取得後退学した。
1974年6月、新潟大学教養部講師に就いた。1977年から1979年まで、ボン大学に留学。1983年、東京大学教養学部助教授に転じた。1987年から89年まで、テュービンゲン大学に研究留学。1991年、東京大学教養学部教授に昇格した。1996年、東京大学大学院総合文化研究科言語情報科学専攻教授に配置換え。2009年、東京大学を定年退任し、名誉教授となった。その後は帝京大学教授として教鞭をとり、2010年からは帝京大学外国語学部長も務めた。2014年に帝京大学を退任。現在は「Forum ことばと大地」を主宰して活動している。
その他役職・所属
- 2000年：ミュンヒェン大学客員教授

## 研究内容・業績
ドイツ文学やドイツ文化にかかわる世界史的な文化論を論述している。アンナ・ゼーガース研究から出発し、ドイツ・ヨーロッパの文学・思想・歴史のうち『資本論』（カール・マルクス）、先史母権制神話 (ヨハン・ヤーコプ・バッハオーフェン) 、自然哲学（ルートヴィヒ・クラーゲス）、法学（カール・シュミット）、神学（ギュンター・リューリング)などに関する著作がある。また日本文学については、水俣病に関する文学、石牟礼道子を主たる関心としている。

## 著作
外国語著作、雑誌論文などは本人公式サイト内の著作目録（キャッシュ）を参照。
単著
- 『コーヒーが廻り世界史が廻る―近代市民社会の黒い血液』（中公新書、1992年）
- 『パンとワインを巡り神話が巡る―古代地中海文化の血と肉』（中公新書、1995年）
- 『乾いた樹の言の葉―『シュレーバー回想録』の言語態』（鳥影社：叢書フォーゲル５、1998年）
- 『榎本武揚から世界史が見える』（PHP新書、2005年）
- 『『苦海浄土』論―同態復讐法の彼方』（藤原書店 、2014年）
- 『アウシュヴィッツのコーヒー　コーヒーが移す総力戦の世界』（石風社、2016年）

単著（外国語教科書）
- 『読んで話すドイツ文法』（朝日出版社、1995年）

共編著
- 『バッハオーフェン論集成』（世界書院、1992年）
- 『シリーズ言語態（4）記憶と記録』高村忠明共編（東京大学出版会、2001年）
- 『カール・シュミットと現代』（沖積舎、2005年）

訳書
- 『生きる希望―イバン・イリイチの遺言』イバン・イリイチ著（藤原書店、2006年）
- 『牛の文化史』フロリアン・ヴェルナー著（東洋書林、2011年）

番組出演
- 『chouchou』 テレビ朝日 （テーマ：17世紀ヨーロッパカフェ・2017年7月2日放送）